# Mauzoleum Gustawa Orlicz-Dreszera
Mauzoleum gen. Gustawa Orlicz-Dreszera – monumentalny grobowiec, stworzony na wzgórzu Oksywskim w Gdyni jako miejsce pochówku gen. Gustawa Orlicz-Dreszera.

## Historia
W Sali Sztandarowej im. Dekerta w warszawskim ratuszu, dnia 24 października 1936 roku, odbyło się zebranie Komitetu Uczczenia Pamięci Generała Gustawa Orlicz-Dreszera. Spotkanie miało na celu wyłonienie spośród przedstawicieli wojskowych, Rady Głównej i Zarządu Ligi Morskiej i Kolonialnej, organizacji społecznych i wojskowych komitetu ścisłego w liczbie 17 osób, które miały zająć się upamiętnianiem tragicznie zmarłego generała. Całemu zebraniu przewodniczył prezes prof. Bronisław Hełczyński. Na koordynatora Komitetu Uczczenia wybrano gen. bryg. Bolesława Wieniawę-Długoszowskiego. 
16 listopada 1936 roku w Sali Konferencyjnej Zarządu Głównego LMK w Warszawie odbyło się posiedzenie Komitetu Wykonawczego. Odczytano wtedy projekt Stanisława Frankowskiego, który zwracał uwagę na celowość i estetyczność urządzenia cmentarza i dróg prowadzących do przyszłego mauzoleum gen. Dreszera. Frankowski wymieniał cechy tragicznie zmarłego, wychwalając i mitologizując jego czyny, pomnik więc, o którym mówił, miał być jak najtwardszy i jak najgodniejszy. Dzieło (…) musi być wieczne.
Oprócz zbudowania samego mauzoleum zamierzano przydzielić stypendia dla uczniów Szkoły Morskiej w Gdyni, nazwać imieniem generała statek strażniczy, Basen Południowy w Porcie Gdyńskim i ulice. Liga Morska i Kolonialna planowała wydanie publikacji na temat generała. Dyrektor Dębowski wspominał na jednym z posiedzeń o trzech publikacjach książkowych: zbiorze jego pism i mów, szczegółowej biografii oraz popularnonaukowym życiorysie dla młodzieży.
Przez cały czas organizowane były akademie, odczyty poświęcone osobie generała, w trakcie których zbierano od społeczeństwa datki na upamiętnienie Dreszera. W pierwszą rocznicę śmierci Komitet miał już 60 000 zł, a w pierwszej kolejności pieniądze te były przeznaczone właśnie na budowę mauzoleum.

### Konkurs
W 1937 roku opublikowano program i warunki konkursu powszechnego na projekt grobowca ku czci gen. Gustawa Orlicz-Dreszera na Oksywiu w Gdyni. Zasady ustanowił Zarząd Główny Architektów Rzeczypospolitej Polskiej na podstawie regulaminu konkursów architektonicznych i urbanistycznych S. A. R. P. z dnia 1 sierpnia 1934 roku. Prace konkursowe miały obejmować dwa projekty: pomnika-mauzoleum oraz terenu, na którym zostanie postawiony.
Autorzy prac składali swoje projekty do 1 listopada 1937 roku do godz. 15.00 w siedzibie Ligi Morskiej i Kolonialnej w Warszawie na ul. Widok 10. Teki miały zawierać: plan sytuacyjny w skali 1:500, rzuty i przekroje w skali 1:50, charakterystyczne detale i model całości w skali minimum 1:20, widoki perspektywiczne z dowolnego punktu oraz opis techniczny. Prace oceniane były przez prezesa komitetu – Bolesława Wieniawę- Długoszowskiego oraz innych członków Komitetu.
Wytyczne można następująco zinterpretować: biorąc pod uwagę formę, przeznaczenie, treści materialne (grobowiec dla pioniera polskiej idei morskiej) i niematerialne (przyswajanie tej idei przez odbiorców) oraz wagę widoku grobowca od strony morza, autorzy mieli przygotować nic innego jak pomnik morski. Jak zauważa Zbigniew Czech, który na łamach „Architektury i Budownictwa” zanalizował regulamin i wyniki konkursu, ważnym dla takiego pomnika jest jego rozmiar (jak najlepsza widoczność od strony morza), kolor (najlepiej biel lub żółć, które kontrastowałyby z błękitem nieba) oraz wertykalna forma (przeciwstawiona horyzontowi). Tym – wydawałoby się słusznym i prostym – zasadom, większość prac konkursowych nie sprostała.

#### Pierwsza nagroda
Pierwsza nagroda – projekt artysty rzeźbiarza Jana Szczepkowskiego i jego córki Anny Szczepkowskiej-Mickiewiczowej (nr 41). Zwycięski projekt składał się z trzech części: grobu, pomnika i kapliczki. Grób pozostałby na pierwotnym miejscu, byłby wykuty z wapienia śląskiego. Składałby się z okalających go kamieni, pośrodku miał widnieć napis. Pomnik miał mieć wysokość 8 m wraz z cokołem. Postać jeźdźcy na koniu miała być kuta w blasze miedzianej (co miało obniżyć koszty o jakieś 60% w porównaniu z odlewem brązowym). Od strony morza widoczny byłby bastion z umieszczonym na froncie orłem wojska polskiego, wykonany z kamienia łupanego. Z tego samego surowca wzniesiono by kapliczkę. Narożniki i balustrady miały być z kamienia obrobionego. Węgły i otwory z kamienia obrobionego i omłotkowanego. Dachówkę planowano rzymską, ołtarzyk w apsydzie z płaskorzeźbioną Matką Bolesną. Przy wejściu na taras baszty znajdować się miały schody, a na ich spocznikach – kwietniki. Do pomnika prowadziłaby jezdnia wraz z chodnikami oraz aleja z zasadzonymi co 15 m drzewami.
W projekcie zaciekawia jego stosunek do widza od strony morza. Klif w formie bastionu, jeździec odwrócony tyłem wywierałyby raczej odczucia strachu, nicości i zniechęcenia. Te formy, pochodzące z XVI wieku, połączone z groźną, realistyczną i dominującą postacią wojownika wydają mi się mało atrakcyjne; wprawdzie realizują założenia, które wygłosił Frankowski, jednak nie są adekwatne do charakteru pomnika morskiego. Trafnie zauważa Stefan Tworkowski w swoim artykule podsumowującym konkurs, że jakże żałosny widok przedstawiałby konny posąg w obliczu nieskończonej przestrzeni morza. Postać nieomal realistyczna, symbolizowałaby w tej interpretacji nie Wielkiego Żołnierza i Propagatora, lecz – znikomość czynów i dokonań ludzkich. (…) To pewne: typowo miejski pomnik nie może stanąć nad morzem.

#### Druga nagroda
Projekt artysty rzeźbiarza Józefa Klukowskiego oraz architektów Kazimierza Marczewskiego i Janiny Skibniewskiej (nr 17). Wedle tego projektu grobowiec miałby mieć formę mogiły-kurhanu. Składałby się z podwórza wejściowego, monumentalnych schodów i właściwej krypty. Wnętrze wyłożone by było kamieniem łupanym. Sarkofag stałby na posadzce z kamiennych płyt, przy nim znajdowałaby się urna. Ze sklepienia miał się zwieszać sztandar oświetlany przez lukarnę, który miał rzucać barwny refleks na sarkofag. Od zewnątrz kurhan obsiany byłby trawą i kwitnącymi ziołami, a po bokach umocniony kamieniem. Element wieńczący kurhan stanowiłaby kopulasta, widoczna z samolotu tarcza rycerska. Od strony morskiej, również dzięki nasypom i uskokom (funkcjonującym jako widownia w trakcie uroczystości przeglądu floty) miała być widoczna piramida sięgająca 46 m. Kamienna płyta ustawiona na dwóch głazach, znajdująca się na podniesieniu schodów miała służyć za ołtarz. Podczas uroczystości montowano by barwiony baldachim ze skóry. Na polu przed grobowcem znajdowałby się plac dla zebranych na uroczystości – usytuowany na nierównym terenie, lekko zapadającym się w kierunku kurhanu dla lepszej widoczności oglądających. Drogę prowadzącą do budowli akcentować miał rząd głazów-menhirów. Kolejne kamienne słupy miały z czasem zyskiwać inskrypcje upamiętniające daty uroczystości obchodzonych na oksywskim cmentarzu. W założeniu twórców aleja brzozowa miała być aleją spacerową, teren za nią miał zostać zalesiony. Przy drodze gdyńskiej miał się znaleźć parking samochodowy. Interesująca w tym projekcie była koncepcja obserwacji grobowca zarówno od strony Gdyni i morza, jak i z powietrza. Przesadą wydaje się łączenie starożytnej formy, natury (zioła, skóra) i symboli narodowych. Jednak efekt końcowy, patrząc na pozostałe projekty, byłby, wydaje mi się, najbardziej monumentalny. Architekt Stefan Tworkowski po rozstrzygnięciu konkursu napisał, że „powaga, odpowiadająca zadaniu, zharmonizowanie z otoczeniem drzew i skarpy, poszanowanie klimatu Bałtyku, piękny detal wnętrza grobowca, wreszcie nawiązanie do tradycji kopców i kurhanów (może nawet zbyt wierne) wyróżnia pracę nr 17 spośród pozostałych prac nagrodzonych.” Zbigniew Czech natomiast zauważa, że piramidalny kurhan w swej miniaturowej kubaturze i niezbyt zdecydowanej sylwetce wydaje się być bardzo słabym akcentem w skali morskiego horyzontu.

#### Trzecia nagroda
Projekt Maksymiliana Potrawiaka (nr 16). 

## Realizacja mauzoleum
Generał chciał ponoć być pochowany nad morzem. Miał o tym mówić swoim bliskim. Nie było jednak możliwości pochowania go na cmentarzu komunalnym. Proboszcz Klemens Przewoski z pobudek moralnych (Orlicz-Dreszer nie był katolikiem) nie chciał słyszeć o mogile na zarządzanym przez siebie cmentarzu, tym bardziej nie mogło być mowy o odprawieniu mszy żałobnej w kościele pod wezwaniem św. Michała Archanioła. Wykupiono więc teren oddalony ok. 500 m dalej i to właśnie tam miano realizować projekt.
Ponad dwa lata po śmierci generała Komitet Upamiętniający miał już ponad 130 550 zł ze składek społecznych. Największy udział w tych zbiórkach miały szkoły powszechne i ludność zamieszkująca tereny wiejskie. Sfery zamożniejsze słabiej odpowiedziały na apel Komitetu. Koszt całego mauzoleum obliczono na 210 000 zł. Brakującą kwotę mieli uzupełnić członkowie Ligi Morskiej i Kolonialnej.
Maksymilian Potrawiak zaprosił do współpracy biorących wcześniej udział w konkursie: architekta Jana Bogusławskiego, który miał zająć się pracami architektonicznymi, oraz rzeźbiarza Stanisława Sikorę, który wykonał sarkofag, rzeźby wewnętrzne, a także szczegóły wnętrza.
Wybudowane mauzoleum składało się z dwóch jasnych wertykalnych filarów czy pylonów ciosanych z kamienia. Front ozdobił napis: „Orlicz-Dreszer”, na bocznych ścianach umieszczono zaś następujące inskrypcje: Żołnierz Komendanta i Strażnik Morza. Do podziemnej krypty pomiędzy kamiennymi blokami wiodły ciężkie kute drzwi. Wbrew wymogom konkursowym mauzoleum miało prawdopodobnie dwanaście metrów, nie osiem. Przed jego licem zwróconym w stronę morza, po obu stronach wejścia, stały pełnoplastyczne cztery postacie. Te umieszczone po stronie prawej przedstawiać miały rozpowszechnianie polskiego ducha na morzu i handel morski, natomiast posągi po lewej stronie – straż nad polskim morzem i flotą narodową. Schody biegły wzdłuż bryły mauzoleum i prowadziły do ściany frontowej i dalej do morza. Na trumnie umieszczonej w krypcie znajdował się wizerunek Orlicz-Dreszera projektu Stanisława Sikory. 
Dnia 16 lipca 1939, wczesnym rankiem, jeszcze przed oficjalnym otwarciem, przyjaciele i współpracownicy generała przenieśli jego ciało do krypty pod mauzoleum. W ceremonii brała udział m.in. najbliższa rodzina, Komitet Uczczenia, Zarząd Główny LMK, przedstawiciele Marynarki Wojennej i generałowie. Uroczystości rozpoczęła msza święta w oksywskim kościółku, prowadzona przez kapelana ze Starogardu, który później także poświęcił mauzoleum. Przemówienie przez megafon wygłosił zastępca przewodniczącego Komitetu Uczczenia – Józef Kożuchowski. Na koniec wręczono klucze do krypty Komisarzowi Rządu na miasto Gdynię – Franciszkowi Sokołowi.

## Zniszczenie mauzoleum
Wiosną 1939 roku (II wojna światowa), po zajęciu przez Niemcy Pragi i Kłapejdy, 22 marca kierownictwo Marynarki Wojennej zarządziło „stan wzmocnionej czujności”. Niefortunnie mauzoleum było świetnym punktem strategicznym dla Niemców. Ułatwiało wrogim wojskom namierzenie pobliskiej XI baterii nadbrzeżnej Canet. Wielu ludzi jeszcze przed jego wybudowaniem zwracało na to uwagę, jednak bezskutecznie. Zaraz po rozpoczęciu działań wojennych pojawił się pomysł natychmiastowej rozbiórki, jednak również nie został zrealizowany.
Po zajęciu Oksywia przez wojska niemieckie na miejscu cmentarza powstawać zaczęły hitlerowskie stanowiska artyleryjskie. Sam cmentarz został zaś zniszczony między 29 października a 18 listopada 1939 roku.
W 60. rocznicę katastrofy generała Orlicz-Dreszera i jego towarzyszy, z inicjatywy Towarzystwa Przyjaciół Orłowa i Ligi Morskiej, postawiono na Oksywiu upamiętniający głaz z symbolicznie pękniętą tablicą i napisem: Pamięci Gen. Orlicz-Dreszera, Żołnierza Komendanta, Inspektora Armii, Prezesa Ligi Morskiej i Kolonialnej. Zginął 16.7.1936 r. w katastrofie lotniczej przy molo w Orłowie.

## Literatura
- T. Białas, Liga Morska i Kolonialna 1930 – 1939, Gdańsk 1983.
- T. Bursze i M. Łokcikowski, Program i warunku konkursu powszechnego na projekt grobowca ku czci generała Gustawa Orlicz-Dreszera na Oksywiu w Gdyni, [w:] „Morze”, nr 8/1937, s. 34–35.
- Z. Czech, Na tropach konkursu, [w:] „Architektura i Budownictwo”, nr 10, Warszawa 1937, s. 364–366.
- D. Duda, B. Pączek, T. Szubrycht, Oficerowie Wojska Polskiego jako działacze Ligi Morskiej i Kolonialnej, Gdynia 2010.
- J. Dworakowski, Kształt pamięci. Gdyńskie cmentarze, Gdynia 2004.
- P. Dzianisz, Strażnik morza,, [w:] „Rocznik Gdyński”, nr 8, Gdynia 1987.
- Dziś pogrzeb gen. Orlicz-Dreszera, [w:] „Głos Poranny. Dziennik Społeczny, Polityczny i Literacki”, nr 197, 20 lipca 1936, s. 3.
- Encyklopedia Gdyni, pod red. M. Sokołowskiej, Gdynia 2006.
- E. Ernest, Konkurs na grobowiec ś. p. gen. dyw. Gustawa Orlicz-Dreszera, [w:] „Morze”, nr 1/1938, s. 20–21.
- M. Filipowicz, Wspomnienia bosego Antka z Oksywia, [w:] „Rocznik Gdyński”, nr 6, Gdynia 1985.
- Gustaw Orlicz-Dreszer – realizator zamachu majowego, [w:] www.osen.pl/wojskowi/893-gustaw-orlicz- dreszer-realizator-zamachu-majowego.pl. (data dostępu: 14 września 2011)
- S. Jabłoński, Przed nadejściem wroga, [w:] Kępa Oksywska 1939, praca zbiorowa, Gdynia 1985.
- B. Karnicki, Marynarski worek wspomnień, Warszawa 1987.
- S. Kasjaniuk, Pamięci generała Orlicz-Dreszera, [w:] www.lotniczapolska.pl/Pamieci-generala-Orlicz-Dreszera,6663. (data dostępu: 14 września 2011)
- S. Kitowski, Gdynia: Miasto z morza i marzeń, Gdynia 1997.
- Konkurs na grobowiec gen. Orlicz-Dreszera na Oksywiu w Gdyni, [w:] „Architektura i Budownictwo”, nr 10, Warszawa 1937, s. 351–359.
- E. Krutol, Wrzesień na Oksywiu, Warszawa 1984.
- Ludzie, którzy przeszli do historii, pod red. J. Borowiec i J. Chmielewski, Warszawa 2001.
- Na najwyższym punkcie Oksywia złożone będą na wieczny spoczynek zwłoki ś.p. gen. Orlicz-Dreszera, [w:] „Głos Poranny. Dziennik Społeczny, Polityczny i Literacki”, nr 196, 19 lipca 1936, s. 3.
- P. Olstowski, Generał Gustaw Orlicz – Dreszer, Toruń 2000.
- Pamięci gen. Dyw. G. Orlicz-Dreszera, [w:] „Morze”, nr 12/1936, s. 26.
- Pamięci Strażnika Morza, [w:] „Morze i Kolonie”, nr 8/1939, s. 11.
- Polska bibliografia sztuki. Tom III: Rzeźba, Oprac. J. Wiercińska, M. Liczbińska, H. Faryna-Paszkiewicz, Wrocław 1986.
- Przewodnik po zabytkach Oksywia, praca zbiorowa, Gdynia 2006.
- M. Sokołowska i W. Kwiatkowska, Gdyńskie cmentarze, Gdynia 2003.
- B. Störtkuhl, Gdynia – Meeresmetropole der Zweiten Polnischen Republik, [w:] Neue Staaten, neue Bilder? Visuelle Kultur im Dienst staatlicher Selbstdarstellung in Zentral- und Osteuropa seit 1918, pod red. A. Bartetzky, M. Dmitriewa i S. Troebst, Köln 2005, s. 33–46.
- A. Tarkowska, Gdynia między wojnami. Opowieść o narodzinach i życiu miasta 1918-1939, Łódź 2010.
- S. Tworkowski, Konkurs na pomnik gen. Orlicz-Dreszera w Gdyni, [w:] „Architektura i Budownictwo”, nr 10, Warszawa 1937, s. 360–363.
- Z komitetu uczczenie ś. p. gen. Gustawa Orlicz-Dreszera, [w:] „Morze i Kolonie”, nr 3/1939, s. 35.
- Z życia organizacji, [w:] „Morze”, nr 11/1936, s. 36–37.
- Z życia organizacji, [w:] „Morze”, nr 7/1937.